# Église de La Cebala du Mornag
L'église de La Cebala du Mornag, située dans la ville de Mornag en Tunisie, est une église catholique construite en 1911 à l'époque du protectorat français. Cédée au gouvernement tunisien en 1964, elle abrite désormais la maison de la culture de la ville.

## Historique de l'église
Lorsque les colons français s'installent dans la plaine du Mornag à la fin du XIXe siècle, ce n'est qu'une plaine inculte traversée par l'oued Miliane. Ils y plantent de la vigne et bâtissent leurs fermes au milieu de leurs terrains. Il n'y a alors pas de village et les fidèles doivent se déplacer jusqu'à l'église de Créteville pour assister aux offices. Un local privé est aménagé en lieu de culte et la première messe peut être célébrée le 11 avril 1909.
Pour construire un lieu de culte définitif, un comité de souscription est créé comme le relate la presse catholique d'alors : « Le 4 février 1909, les colons de la région du Mornag se réunissaient dans une salle du village de La Cebala. Il ne s'agissait pas d'une réunion politique, commerciale ou même agricole. Bons chrétiens désireux de faciliter l'accomplissement de leurs devoirs religieux à ceux que la distance, le mauvais état des routes ou la charge d'une petite famille empêchaient de faire un long trajet pour se rendre à l'église la plus proche, ces colons se réunissent simplement pour convenir entre eux de la nécessité d'une chapelle à La Cebala et des moyens à prendre pour mener à bonne fin sa construction. Et tels étaient leur bonne volonté, leur générosité, leur ardent désir de vivre d'une vie plus intensément religieuse, telle était aussi leur confiance en la divine providence, que, dans cette seule réunion, le projet fut voté à l'unanimité, les moyens discutés et choisis, et des appels pressants faits aux habitants de la région de Tunis et aux compatriotes de France pour les engager à contribuer à cette œuvre chrétienne et française à la fois [...] L'appel fut entendu [et] un comité d'érection de l'église, comprenant six des principaux colons de la région n'épargna ni son temps, ni sa peine pour rechercher les ressources, les réunir et les utiliser ».
Un terrain est fourni par l'un des colons, M. Tardy. Des kermesses et des tombolas sont organisées pour réunir les fonds et contacter les donateurs et l'archevêché de Carthage complète la somme réunie. Conduits par l'entrepreneur M. Inard d'après des plans de l'architecte Claude Chandioux, les travaux sont réceptionnés le 6 mai 1910 mais il faut attendre le 15 janvier 1911 pour que la nouvelle église soit bénie par Monseigneur Clément Combes.
De style néo-roman, l'édifice est composé d'une nef unique sans transept, ce qui est la composante architecturale dominante des églises tunisiennes. Dotée d'une cloche dès sa construction, l'église domine la plaine et devient le centre du futur village de Mornag.
Érigée en paroisse dès 1909, La Cebala du Mornag ne rassemble que peu de fidèles dans cette région agricole malgré le rattachement des églises de Bradahi, Créteville et La Laverie. Si on les estime à 990 en 1909, ils ne sont plus que 500 en 1942. Cela n'empêche pas l'église de recevoir deux nouvelles cloches en 1932.

## Bâtiment après l'indépendance
Le dernier curé meurt en 1956 et n'est pas remplacé. La paroisse est alors rattachée à la cathédrale Saint-Vincent-de-Paul de Tunis. L'église est finalement fermée à l'occasion du modus vivendi signé entre le gouvernement tunisien et le Vatican le 10 juillet 1964. Le bâtiment est cédé gratuitement avec l'assurance qu'il ne sera utilisé qu'à des fins d'intérêt public compatibles avec son ancienne destination.
Il abrite désormais la maison de la culture de la ville et fait l'objet de travaux de rénovation entre 2016 et 2018.

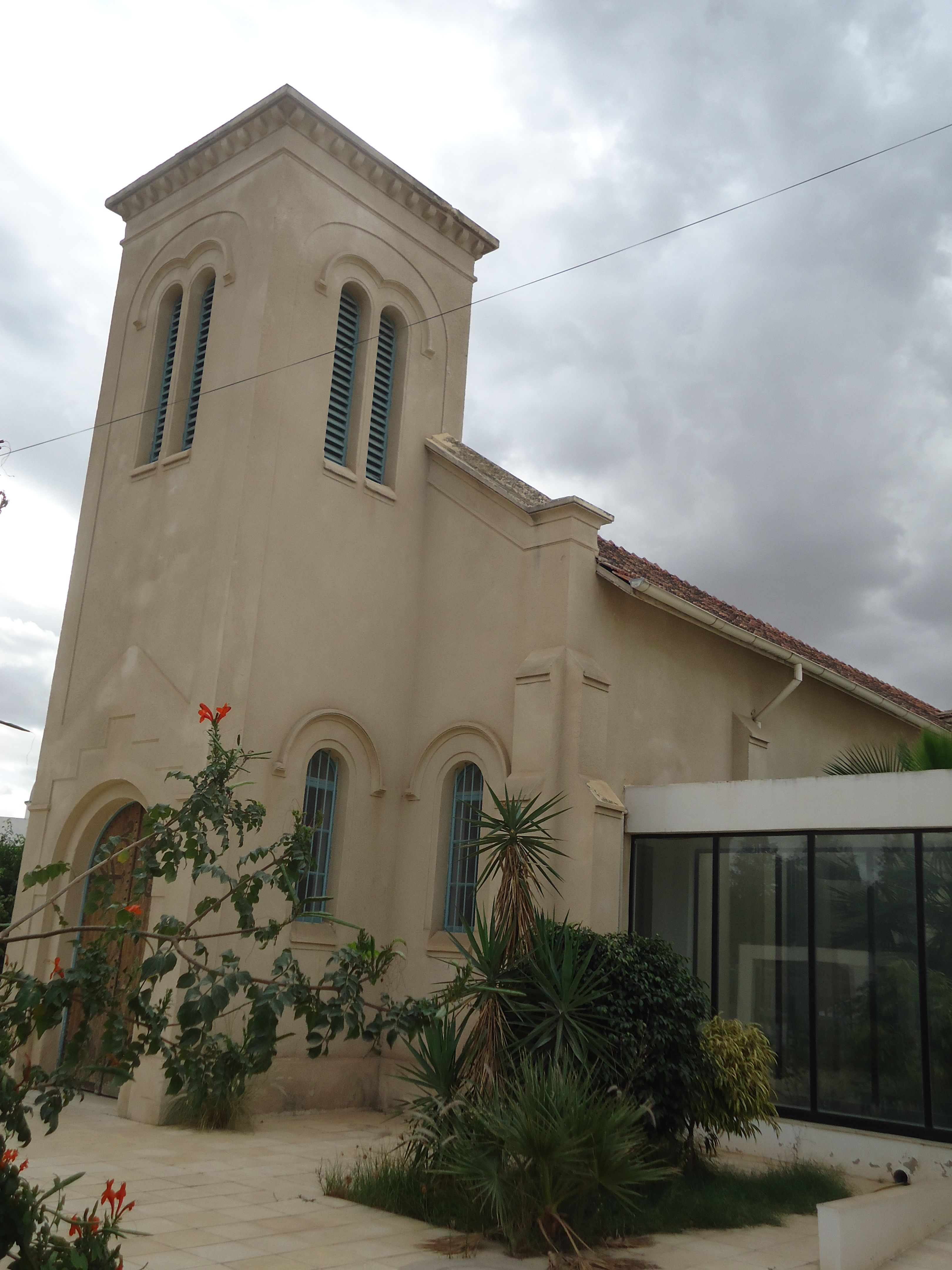
Accès via le centre culturel.
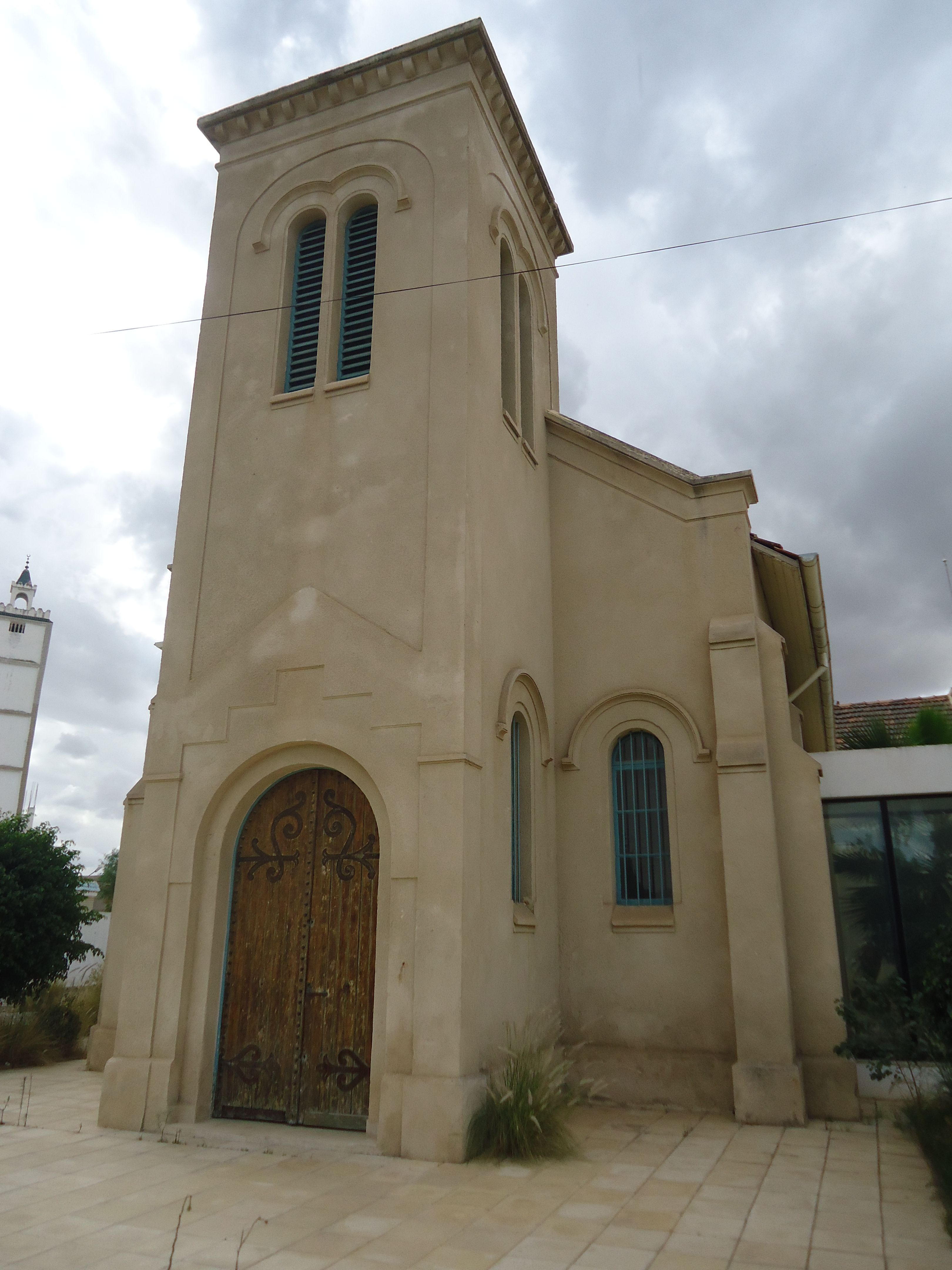
Clocher.

## Ecclésiastiques responsables de la paroisse
- Abbé Teste (1909-1916) ;
- Abbé Gruet (1916-1926) ;
- Abbé Hayotte (1934-1956).